# Manuela Aranha
Manuela Aranha (Funchal, 1931) é uma escultora portuguesa, natural da Ilha da Madeira.
Nasceu no Funchal, na Travessa do Reduto, filha de um militar de carreira que havia participado na Revolta da Farinha, em 1931. Foi desde muito cedo pioneira em muitas actividades até então vedadas às raparigas, sendo a primeira no Funchal a andar de bicicleta, patins, e a remar um barco.
Foi Directora Regional da Cultura, no Governo Regional da Madeira, durante doze anos, sendo a responsável directa pela criação do Museu Colombo, no Porto Santo, e do Museu Frederico de Freitas, além de ter dinamizado o Museu das Cruzes. Foi ainda a criadora do Festival da Canção Infantil, sendo também da sua autoria o troféu Folhas de Prata. Foi também responsável pela recuperação do Solar Cristovão, em Machico.
Em 2014, por ocasião do Dia de Portugal, de Camões e das Comunidades Portuguesas, foi-lhe concedido pelo então Presidente da República, Aníbal Cavaco Silva, o grau de comendador da Ordem do Mérito.

## Obra escultórica
São da sua autoria, entre outras, as obras Paz e Liberdade, na rotunda com o mesmo nome, e o Barqueiro, no Porto Santo. Foi a autora, em 2008, da medalha alusiva às comemorações dos 500 anos da cidade do Funchal. É também a autora da placa de homenagem a Alberto II do Mónaco, inaugurada em Setembro de 2017, num largo do Funchal, na zona do Lido.